# بنت جبیل
بنت جبیل (به عربی: بنت جبیل) یک منطقهٔ مسکونی در لبنان است که در استان نبطیه واقع شده‌است.

## خصوصیات
بنت جبیل ۹٫۱۰ کیلومترمربع مساحت و ۳۰٬۰۰۰ نفر جمعیت دارد.